# Спартак (стадіон, Одеса)
«Спарта́к» — футбольний та регбійний стадіон у Одесі. На ньому проводять свої домашні матчі футбольний клуб «Жемчужина» і регбійний клуб «Кредо-63». Під час реконструкції стадіону «Чорноморець» у 2009 — 2011 роках тут проводив свої домашні матчі футбольний клуб «Чорноморець». Знаходиться в комунальній власності та підпорядковується Одеській міській раді.

## Історія
Стадіон було відкрито 8 листопада 1928 року як Стадіон імені 10-річчя ЛКСМУ. До відкриття в 1936 Стадіону імені Косіора (нині «Чорноморець») вважався найсучаснішим стадіоном міста, вміщував близько 10 тисяч глядачів та був домашньою ареною для збірної Одеси. Після війни на стадіоні два роки (з 1945 до 1946) грав одеський «Харчовик» (попередник «Чорноморця»). 
Під час Другої світової війни носив назву Вікторія.
У 1940-их та 1950-тих роках на стадіоні базувалася відома футбольна школа, випускниками якої були Юрій Заболотний, Костянтин Фурс та інші. У 1960-тих стадіон став третім за місткістю в місті після стадіонів ЧМП та СКА. На ньому виступала команда класу «Б» «Автомобіліст».
Під час будівництва Театру музичної комедії в кінці 1970-тих було запропоновано зруйнувати стадіон, проклавши на його місці бульвар. Однак через протести містян ідею було відхилено. У 1980-тих роках було проведено масштабну реконструкцію стадіону, після якої стадіон отримав дві окремі трибуни замість підковоподібних та став вміщувати 6 000 глядачів.
У зв'язку з реконструкцією стадіону «Чорноморець» до Євро-2012 5 лютого 2009 року міський голова Одеси Едуард Гурвіц ухвалив рішення про передачу стадіону «Спартак» на три роки в безоплатну оренду ФК «Чорноморець» за умови реконструкції стадіону коштом клубу. До першого матчу Прем'єр-ліги на оновленому стадіоні, який відбувся 14 березня 2009 року, були замінені дерев'яні лави на 4800 індивідуальних сидінь, змонтована радіотрансляційна система та табло. За місяць було повністю замінено газон та приведено у відповідність до стандартів роздягальні, суддівські кімнати та інші підтрибунні приміщення. Також коштом «Чорноморця» на стадіоні було встановлено освітлювальні щогли.
У 2011 році на стадіоні став проводити домашні матчі першоліговий ФК «Одеса», який перебазувався до міста з Овідіополя. В листопаді 2011 «Чорноморець» завершив реконструкцію свого домашнього стадіону та залишив стадіон «Спартак», а взимку сплинув термін оренди стадіону. За умовами оренди «Чорноморець» мав безоплатно передати все встановлене на стадіоні коштом клубу обладнання на баланс Комунального підприємства КП «Стадіон „Спартак“». Натомість в лютому 2012 року клуб вирішив демонтувати ворота, табло та звукове обладнання, не вважаючи їх невіддільними поліпшеннями та відповідно такими, які належать клубу, що викликало невдоволення міської влади на чолі з Олексієм Костусєвим. В квітні 2012 коштом ФК «Одеса» відновлено звукове обладнання та встановлено інтернет, а в травні «Чорноморець» повернув табло та ворота, натомість демонтувавши в червні лави запасних.

## Матчі

### Використання
Наразі на стадіоні виступає команда першої ліги ФК «Одеса». У 2009–2011 тут тимчасово виступала команда Прем'єр-ліги «Чорноморець», який також проводив тут свої матчі в 1945 та 1946 роках та грав матч Кубку України у 2001 році. Також тут виступав у радянські часи одеський «Автомобіліст». За часів незалежності тут проводили домашні матчі дублери «Чорноморця» та «Чорноморець-2», а також СК «Одеса», «„Динамо-СКА“», «Пальміра» та «Дністер» з Овідіополя. Крім того, на стадіоні регулярно проходять матчі міських та обласних змагань.
Стадіон не відповідає деяким критеріям УЄФА, зокрема, немає підігріву поля та спільного виходу для команд.
Рекорд відвідуваності — 15 000 глядачів на матчі між «Харчовиком» та московським ВПС, що відбувся 9 травня 1946 року.

### Регбі
На стадіоні проводить всі свої домашні матчі команда Прем'єр-ліги з регбі «Кредо-63».

### Велоспорт
За відсутності в Одесі обладнаного велотреку основні міські змагання з велоспорту проходять на гумових доріжках стадіону. Попри застарілість покриття, стадіон «Спартак» залишається найкращим місцем для велогонок у місті. Основними змаганнями є щорічні змагання за трековою програмою «Омніум».

## Галерея

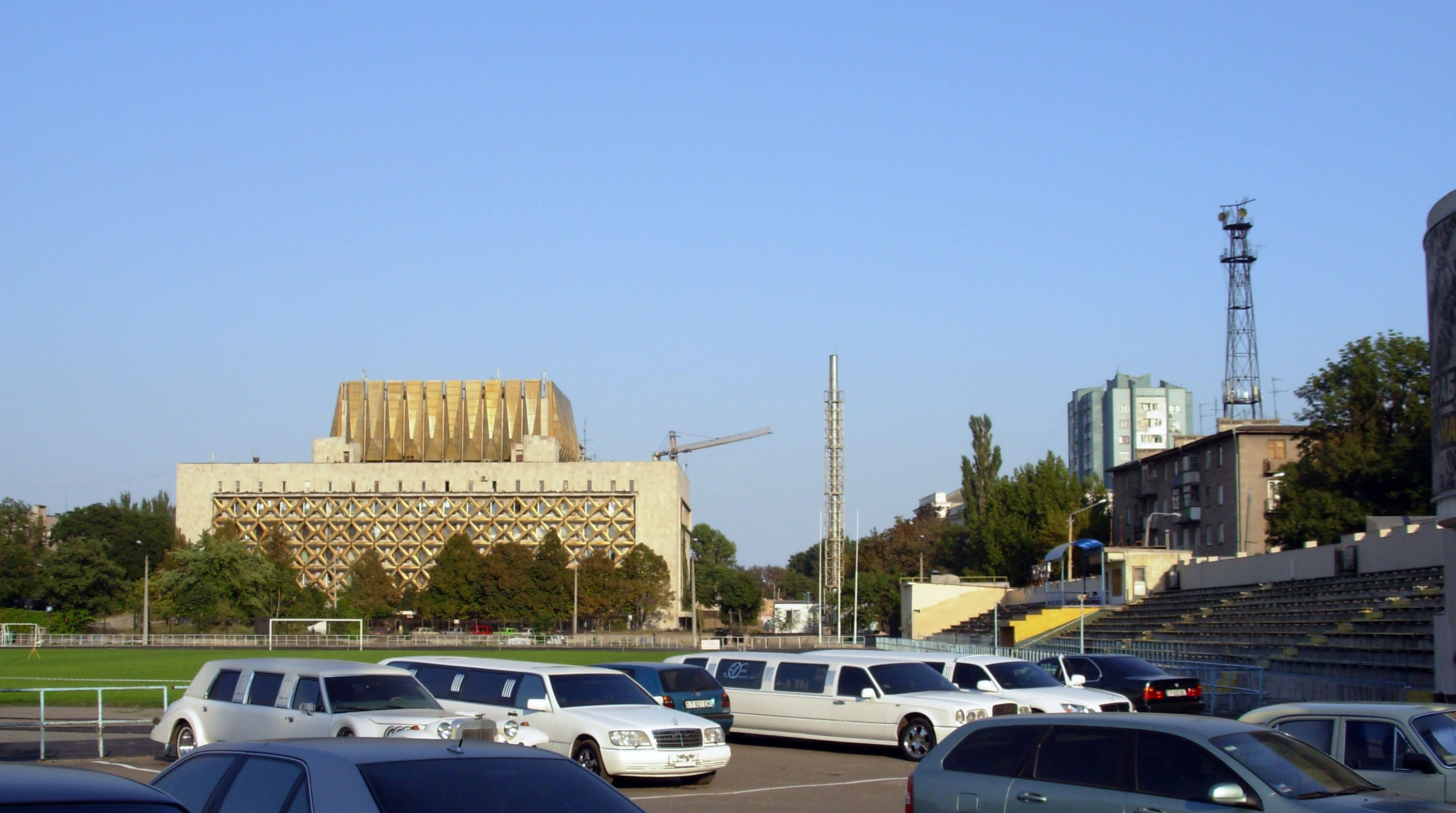
Стадіон у 2008 році
Пам'ятник Спартаку біля стадіону
Північна трибуна та пам'ятник Спартаку
Матч «Чорноморця» на стадіоні, 2009